# Slagsmålsklubben
Slagsmålsklubben (pronunciado en sueco ˈslagsˌmoːlsklˈɵbːˌen) (a veces abreviado como SMK) es un grupo electropop oriundo de Norrköping, Suecia. El nombre de Slagsmålsklubben es casi la traducción literal en sueco del título de la novela y película El Club de la Lucha. Hasta el momento han publicado cuatro álbumes musicales de larga duración. Junto con otros proyectos en paralelo 50 Hertz y Häxor och porr (Putas y Porno), que fueron publicados en un CD recopilatorio de Björk, Army of Me: Remixes and Covers.
SMK lo componen Björn Nilsson, Hannes Stenström, Joakim "Beebop" Nybom, Joni Mälkki, Kim Nilsson, y Frej Larsson. Los miembros del grupo tienen varios proyectos en paralelo, como 50 Hertz, con la colaboración de muchos integrantes de la banda, Din Stalker, el proyecto en solitario de Hannes, y Offerprästers orkester, uno de los proyectos en solitario de Frej.
En 2005 la banda entera se trasladó a Berlín. Desde julio de 2008, Kim vive en Berlín, Hannes y Frej viven en Estocolmo y Joni, Björn & Beebop viven en Norrköping. 

## Historia
Slagsmålsklubben se creó el 2 de noviembre del 2000 en Norrköping, Suecia por Joakim "Beebop" Nybom, Björn Nilsson y Joni Mälkki, exmiembros de la banda punk rock The Solbrillers.
La idea de formar un grupo synthpop se les ocurrió en unos ensayos con la banda The Solbrillers: el cantante no apareció y se les ocurrió conectar el viejo sintetizador de Joni's a su amplificador de guitarra. Los tres grabaron algunas canciones que acabaron desembocando en la formación de SMK.
Hannes Stenström se unió a la banda un año más tarde (2001) porque tenía buenos sintetizadores. Frej Larsson se incorporó en 2003 después de que hicieran juntos 7" Hyreshusklossar, y en 2004 se unió Kim Nilsson, completando la formación actual.

## Discografía

### Álbumes de estudio
| Datos del álbum                                                                                     |
| --------------------------------------------------------------------------------------------------- |
| Den svenske disco - Publicado: 10 de junio de 2003 - Discográfica: Beat That! Records               |
| Sagan om konungens årsinkomst - Publicado: 15 de octubre de 2004 - Discográfica: Beat That! Records |
| Boss for Leader - Publicado: 11 de abril de 2007 - Discográfica: Djur And Mir/EMI                   |
| The Garage - Publicado: 4 de abril de 2012 - Discográfica: Goldenbest Records                       |

### Singles
- Hit me hard - maxi single (2004)
- Den officiella OS-låten - maxi single (2004)
- His Morning Promenade - maxi single (2005)
- Malmö Beach Night Party - maxi single (2007)
- Brutal Weapons - 10" single (2009, Kitsuné Music)
- Homeless (con Style of Eye) (2010)
- Jake Blood - maxisencillo (2012)
- Snälla TV Plz - maxisencillo (2012)

### Otros álbumes
- Fest I Valen (2001)
- Live in Rødby (2002)

### Apariciones
| Álbum/Compilación            | Pista          | Fecha de lanzamiento    |
| ---------------------------- | -------------- | ----------------------- |
| Kitsuné Maison Compilation 8 | Brutal Weapons | 16 de noviembre de 2009 |